# Ducetia ruspolii
Ducetia ruspolii är en insektsart som först beskrevs av Schulthess Schindler 1898.  Ducetia ruspolii ingår i släktet Ducetia och familjen vårtbitare. Inga underarter finns listade i Catalogue of Life.